# Поворот не туди 3: Залишені вмирати
Поворот не туди 3:Залишені вмирати (англ. Wrong Turn 3: Left for Dead) — фільм жахів, знятий у 2009 році режисером Декланом О'Браєном. «Поворот не туди 3» є продовженням серії фільмів жахів «Поворот не туди» і третьою частиною серії. Є прямим продовженням до другої частини. Прем'єра фільму відбулася 8 жовтня 2009 року. 

## Сюжет
Персонаж Три Пальці, що повернувся, стає причиною аварії транспортного автобуса, дозволяючи засудженим втекти та взяти в полон вцілілих тюремних офіцерів Нейта і Волтера . Під час втечі засуджені та їхні в’язні натрапляють на загублену вантажівку, яка перевозила тисячі доларів, а також на Алекс Майлз (Джанет Монтгомері), яка загубилася в лісі після того, як Три Пальці вбив решту її друзів. Зрештою Чавес вбиває племінника Трьох Пальців. Три Пальці знаходить відрубану голову племінника і лютує через це. Він створює храм і залишає голову там. Засуджений, що залишився в живих, Брендон, переконує Нейта у своїй невинуватості та виходить на свободу. Пізніше Нейт повертається до вантажівки, щоб забрати гроші, які хотів Чавес. Але Брендон стріляє йому в спину з лука та стріл і забирає гроші собі. Невідомий канібал підходить позаду Брендона і б'є його грубою дубиною, убиваючи його, залишаючи Алексу єдиною, хто вижив у фільмі.

## Зйомки
Основні зйомки проводились у Болгарії.

## У ролях
- Том Фредерік — Нейт
- Джанет Монтгомері — Алекс
- Джіл Колірін — Флойд
- Крістіан Райан — Віллі
- Джейк Каррен — Крофорд
- Том Маккей — Брендон
- Чукі Веніс — Уолтер
- Тамер Хассан — Чавес
- Джек Гордон — Трей
- Луїза Клайфф — Софі
- Чарлі Спід — Брент
- Борислав Петров — Три пальці
- Борислав Ілієв — Трьохпалий
- Майк Страуб — Преслоу
- Білл Муді — Шериф Карвер
- Емма Кліффорд — Помічник шерифа Еллі Лейн
- Мак Макдональд — Начальник в'язниці Ледью
- Тодд Дженсен — судовий виконавець
- Владо Михайлов — судовий виконавець

## Критика
Фільм отримав змішано-негативні відгуки критиків. Всі чотири відгуки, представлені Rotten Tomatoes, вважаються негативними та середніми. Bloody Disgusting сказав: "Якщо сіквел підняв планку, то триквел опускає її назад туди, де вона була, і, можливо, на сходинку чи дві нижче". Однак, незважаючи на відгуки, фільм був успішний у касових зборах і через 2 роки був випущений приквел і ще 3 фільми.